# Hemiphyllodactylus chiangmaiensis
Hemiphyllodactylus chiangmaiensis — вид ящірок з родини геконових (Gekkonidae). Відкритий у 2014 році.

## Поширення
Ендемік Таїланду. Поширений у провінції Чіангмай на півночі країни.